# Beacon Heights
Die Beacon Heights sind eine kleine Gruppe von Berggipfeln mit einer Höhe von bis zu 2345 m im ostantarktischen Viktorialand. In den Quartermain Mountains ragen sie zwischen dem Beacon Valley und dem Arena Valley auf. 
Benannt wurde sie durch vom Geologen Hartley T. Ferrar (1879–1932), Teilnehmer der Discovery-Expedition (1901–1904) unter der Leitung des britischen Polarforschers Robert Falcon Scott. Namensgebend war der dort gefundene fossilienreiche Sandsteinschichten der Beacon Supergroup.